# NGC 5797
NGC 5797 este o galaxie lenticulară situată în constelația Boarul. A fost descoperită în 15 mai 1787 de către William Herschel. Se află la o distanță de 60,52 de megaparseci de Pământ.